# Paul Zed
Paul Zed (né le 31 décembre 1956 à Toronto) est un avocat, un enseignant et un homme politique canadien. Il est député à la Chambre des communes du Canada pour la circonscription néo-brunswickoise de Saint-Jean  sous la bannière du Parti libéral du Canada.

## Biographie
D'abord élu lors de l'élection fédérale canadienne de 1993 dans la circonscription de Fundy—Royal, il est défait lors de l'élection de 1997 par le progressiste-conservateur John Herron. Il est candidat de nouveau lors de l'élection de 2000, mais sans succès. Il parvient finalement à revenir à la Chambre des communes lors de l'élection de 2004. Il est réélu dans l'élection de 2006.